# Byumba
Byumba er en by i det nordlige Rwanda, med et indbyggertal (pr. 2002) på ca. 66.000. Byen er hovedstad i landets Nordprovins. Byen ligger ca. 60 kilometer nord for hovedstaden Kigali.